# Coenosia dilatitarsis
Coenosia dilatitarsis är en tvåvingeart som beskrevs av Stein 1907. Coenosia dilatitarsis ingår i släktet Coenosia och familjen husflugor. Inga underarter finns listade i Catalogue of Life.